# آپاسیری نیتیپون
آپاسیری نیتیپون (تایلندی: อาภาศิริ นิติพน) سوپرمدل و بازیگر تایلندی است. از جمله بازی‌های برجسته او می‌توان به نقش آفرینی در فیلم غروب آفتاب در چائوپرایا، محصول ۱۹۹۶اشاره کرد.

## فیلم‌شناسی
| سال  | نام فیلم                | نقش        | نکات     | مرجع  |
| ---- | ----------------------- | ---------- | -------- | ----- |
| ۱۹۹۶ | غروب آفتاب در چائوپرایا |            | نقش اصلی | [ ۱ ] |
| ۲۰۰۶ | قربانی                  | مین / اووم | نقش اصلی | [ ۲ ] |
| ۲۰۰۹ | فوبیا ۲                 | مادر پی    | نقش مکمل | [ ۳ ] |